# 3
Évszázadok: i. e. 1. század – 1. század – 2. század
Évtizedek: i. e. 40-es évek – i. e. 30-as évek – i. e. 20-as évek – i. e. 10-es évek – i. e. 1-es évek – 1-es évek – 10-es évek – 20-as évek – 30-as évek – 40-es évek – 50-es évek
Évek: i. e. 3 – i. e. 2 – i. e. 1 – 1 –  2 – 3 – 4 – 5 – 6 – 7 – 8

## Események

### Római Birodalom
- Lucius Aelius Lamiát és Marcus Serviliust választják consulnak.
- A szenátus újabb tíz évre meghosszabbítja Augustus császár proconsuli imperiumát (uralkodói jogát). A császárok csak i. sz. 14-ben, Tiberius idején kapnak élethosszig tartó imperiumot.

### Germánia
- Maroboduus markomann király Róma-ellenes törzsszövetséget alapít a hermundurok, longobárdok, szemnonok és vandálok részvételével.

### Kína
- Vang Mang régens fia, Vang Jü - aki attól tartva hogy a család később kárát látja, nem ért egyet apja diktatórikus uralmával - tanítójával és sógorával együtt látszólagos természetfeletti támadással (ajtaja bevérezésével) megpróbálja gyengíteni Vang Mang személyi kultuszát. Nem járnak sikerrel, az összeesküvőket letartóztatják, Vang Jü öngyilkos lesz, társait kivégzik. Vang Mang az incidenst kihasználva tisztogatásokat rendez és kivégezteti potenciális ellenségeit.

## Születések
- Tiberius Claudius Balbilus, római tudós, asztrológus

## Fordítás
- Ez a szócikk részben vagy egészben  az   AD 3 című angol Wikipédia-szócikk ezen változatának fordításán alapul.  Az eredeti cikk szerkesztőit annak laptörténete sorolja fel. Ez a jelzés csupán a megfogalmazás eredetét és a szerzői jogokat jelzi, nem szolgál a cikkben szereplő információk forrásmegjelöléseként.